# Aurora (Isabela)
Aurora es un municipio filipino de tercera categoría perteneciente a la provincia de Isabela. Según el censo de 2020, tiene una población de 36.621 habitantes.

## Geografía

### Barangayes
Aurora se divide administrativamente en 33 barangayes o barrios, 58 de carácter rural y tres de carácter urbano.
| - Apiat - Bagnos - Bagong Tanza - Ballesteros - Bannagao - Bannawag - Bolinao - Caipilan - Camarunggayan - Dalig-Kalinga - Diamantina | - Divisoria - Esperanza East - Esperanza West - Kalabaza - Rizalina (Lapuz) - Macatal - Malasin - Nampicuan - Villa Nuesa - Panecien - San Andrés | - San Jose (Pob.) - San Rafael - San Ramon - Santa Rita - Santa Rosa - Saranay - Sili - Victoria - Villa Fugu - San Juan (Pob.) - San Pedro-San Pablo (Pob.) |

## Historia
El nombre de este municipio recuerda a Aurora Aragón, que fuera esposa de Manuel Quezón, primer Presidente de la Mancomunidad de Filipinas.